# Spoken word

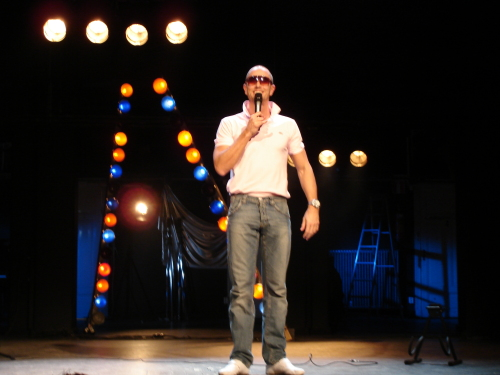
Lennart Bång med texten "Stekare".

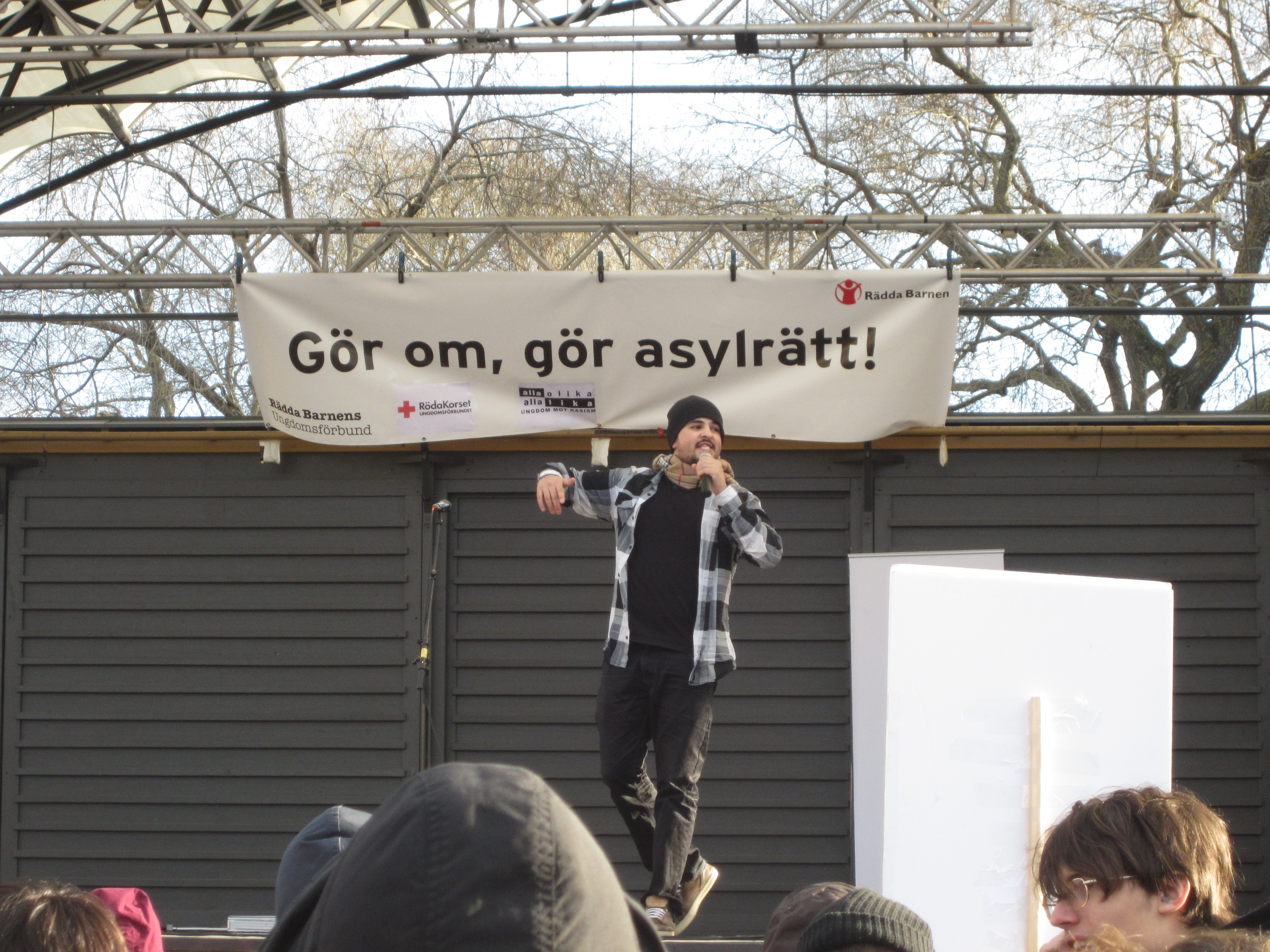
Politisk spoken word, framförd av Amer Sarsour vid en demonstration i Stockholm 2013.

Spoken word, spokenword eller spoken word-poesi är en scenkonst som är ordbaserad. Poetry slam är en tävlingsform för spoken word, liksom Melodifestivalen är en tävlingsform för musik; de är alltså inte synonymer, även om de kan förekomma i samma sammanhang och det finns utövare som utövar båda. 
Utövarna kan arbeta med att förstärka effekten av innehållet i sina monologer genom yttre attribut genom kostym, ljudsättning eller annat. Det finns också utövare som inte använder sig aktivt av några yttre attribut, alltså bara av framförandet av texten. 
Till skillnad från den närbesläktade ståuppkomiken måste inte spoken word bara vara rolig. Spoken word kan upplevas inom alla delar av känslospektrumet. 
Spoken word finns t.ex. på öppna scener och återkommande event som Dramaten & spoken word.